# Copa del Mundo de Ciclismo

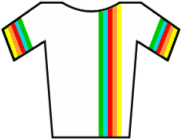
Maillot de la Copa del Mundo.

La Copa del Mundo de Ciclismo fue una competición creada por la UCI en 1989 con el fin de premiar al ciclista en ruta que a lo largo del año haya obtenido los mejores resultados varias de las carreras de un día más importantes: los cinco "monumentos" y otras de cinco a ocho (dependiendo la edición) clásicas de alto nivel.
El líder provisional de la Copa del Mundo llevaba durante las pruebas de ésta un maillot blanco con una banda vertical arcoíris, conocido como maglia arcobaleno.
La UCI creó una nueva competición denominada UCI ProTour que combina carreras de un día, semanales y las Grandes Vueltas, por lo que eliminó la Copa del Mundo desde el año 2005.
También existen otras Copa del Mundo de Ciclismo referidas a otras modalidades o especialidades de ciclismo.

## Carreras
Las carreras que formaron parte de la Copa del Mundo durante todos sus años de celebración (1989-2004) fueron las siguientes:
- Milán-Sanremo
- Tour de Flandes
- París-Roubaix
- Lieja-Bastoña-Lieja
- Amstel Gold Race
- Clásica de San Sebastián
- Campeonato de Zúrich
- París-Tours
- Giro de Lombardía

Además formaron parte otras carreras, solamente durante algunas ediciones:
- Wincanton Classic (1989-1997)
- G. P. de la Libération (1989-1991)
- Gran Premio de las Américas (1989-1992)
- Gran Premio de las Naciones (1990-1993)
- Trofeo Baracchi (1991)
- Rund um den Henninger-Turm (1995)
- Japan Cup (1996)
- HEW Cyclassics (1998-2004)

## Palmarés

### Individual
| Año  | Ganador            | Segundo          | Tercero              |
| ---- | ------------------ | ---------------- | -------------------- |
| 1989 | Sean Kelly         | Tony Rominger    | Rolf Sørensen        |
| 1990 | Gianni Bugno       | Rudy Dhaenens    | Sean Kelly           |
| 1991 | Maurizio Fondriest | Laurent Jalabert | Rolf Sørensen        |
| 1992 | Olaf Ludwig        | Tony Rominger    | Davide Cassani       |
| 1993 | Maurizio Fondriest | Johan Museeuw    | Maximilian Sciandri  |
| 1994 | Gianluca Bortolami | Johan Museeuw    | Andréi Chmil         |
| 1995 | Johan Museeuw      | Andréi Chmil     | Mauro Gianetti       |
| 1996 | Johan Museeuw      | Andrea Ferrigato | Michele Bartoli      |
| 1997 | Michele Bartoli    | Rolf Sørensen    | Andrea Tafi          |
| 1998 | Michele Bartoli    | Léon van Bon     | Andrea Tafi          |
| 1999 | Andréi Chmil       | Michael Boogerd  | Frank Vandenbroucke  |
| 2000 | Erik Zabel         | Andréi Chmil     | Francesco Casagrande |
| 2001 | Erik Dekker        | Erik Zabel       | Romāns Vainšteins    |
| 2002 | Paolo Bettini      | Johan Museeuw    | Michele Bartoli      |
| 2003 | Paolo Bettini      | Michael Boogerd  | Peter Van Petegem    |
| 2004 | Paolo Bettini      | Davide Rebellin  | Óscar Freire         |

### Por equipos
| Edición | Equipo             |
| ------- | ------------------ |
| 1989    | PDM                |
| 1990    | PDM                |
| 1991    | Panasonic          |
| 1992    | Panasonic          |
| 1993    | GB-MG Maglificio   |
| 1994    | GB-MG Maglificio   |
| 1995    | Mapei-GB           |
| 1996    | Mapei-GB           |
| 1997    | Française des Jeux |
| 1998    | Mapei-Bricobi      |
| 1999    | Rabobank           |
| 2000    | Mapei              |
| 2001    | Rabobank           |
| 2002    | Mapei-Quick Step   |
| 2003    | Saeco              |
| 2004    | T-Mobile           |

## Palmarés por países
| País         | Victorias |
| ------------ | --------- |
| Italia       | 9         |
| Bélgica      | 3         |
| Alemania     | 2         |
| Irlanda      | 1         |
| Países Bajos | 1         |

## Sistema de puntuación

### Individual
A cada una de las carreras se le aplicó el siguiente sistema de puntuación:
| Posición en la prueba | 1   | 2  | 3  | 4  | 5  | 6  | 7  | 8  | 9  | 10 | 11 | 12 | 13 | 14 | 15 | 16 | 17 | 18 | 19 | 20 | 21 | 22 | 23 | 24 | 25 |
| --------------------- | --- | -- | -- | -- | -- | -- | -- | -- | -- | -- | -- | -- | -- | -- | -- | -- | -- | -- | -- | -- | -- | -- | -- | -- | -- |
| Puntos                | 100 | 70 | 50 | 40 | 36 | 32 | 28 | 24 | 20 | 16 | 15 | 14 | 13 | 12 | 11 | 10 | 9  | 8  | 7  | 6  | 5  | 4  | 3  | 2  | 1  |

Cualquier ciclista de cualquier equipo podía obtener puntuación aunque para estar en la clasificación final había que finalizar más de la mitad de las carreras puntuables eliminándose los corredores que no cumpliesen dicho requisito al finalizar la última carrera. En caso de empate el que más 1.º o 2.º o 3.º... puestos obtuviese estaría por delante.

### Por equipos
Esta clasificación era la suma de los tres mejores corredores de cada equipo en la clasificación individual final dividida entre tres y omitiéndose el número decimal que se obtuviese en dicha operación. Al igual que en la clasificación individual el que más 1.º o 2.º o 3.º... puestos obtuviese estaría por delante.